# T-37A
Il T-37A è stato un carro armato leggero anfibio dell'Armata Rossa, sviluppato tra il 1931 e il 1933 in Unione Sovietica attraverso successive riprogettazioni del Vickers-Carden-Loyd Amphibious Tank (uno dei vari articoli per il mercato estero fabbricati dalla Vickers-Armstrongs). Il carro fu ampiamente modificato e fu dotato di componenti nuove, come la torretta, o già in uso presso le forze armate sovietiche, come il motore e l'armamento, una mitragliatrice Degtjarëv DT da 7,62 mm: si trattava, infatti, di un mezzo da ricognizione e non da combattimento. Prodotto in circa 1 200 esemplari, fu impiegato nel corso della guerra d'inverno contro la Finlandia, difficile teatro di guerra dove vennero alla luce tutti i suoi limiti e la rapida obsolescenza. Nel corso dell'operazione Barbarossa (1941) i T-37A furono disperatamente gettati in battaglia e subirono perdite ingenti anche a causa dell'alto tasso di guasti. Le poche unità superstiti continuarono il servizio di prima linea fino all'estate 1942, quando furono ritirate per essere reimpiegate nelle scuole d'addestramento e/o come trattori d'artiglieria.
Il T-37A fu fornito in versione comando con una caratteristica antenna a ringhiera e fu tentato anche di farne un piccolo semovente d'artiglieria, senza successo. I finlandesi catturarono una certa quantità di questi mezzi e li riutilizzarono a lungo.

## Storia

### Sviluppo
Nel marzo 1928 la Vickers-Armstrongs acquistò i diritti su tutti i veicoli ideati dagli ingegneri tecnici John Carden e Vivian Loyd, che furono assunti in posti di responsabilità nell'azienda. Il dinamico duo si dedicò a riprogettare il tankette/trattore d'artiglieria Carden-Loyd Mk VI per trarne dei veri e propri mezzi militari, da proporre al British Army o per soddisfarne le richieste. Furono introdotte migliorie tecniche, comparve una torretta girevole e le dimensioni aumentarono un poco. La ditta ottenne inoltre dal War Office di poter offrire sul mercato mondiale varianti di questi piccoli blindati, solitamente con caratteristiche tecniche inferiori agli omologhi mezzi sperimentati in patria e, poi, entrati in servizio nell'esercito (detti collettivamente "Vickers tankette"). Tra i primi modelli di questi carri da esportazione figurò il Vickers-Carden-Loyd Amphibious Tank, il primo vero blindato del suo genere: con un equipaggio di due uomini, armato con una singola mitragliatrice Vickers da 7,7 mm e dal peso contenuto, galleggiava grazie a due lunghe cavità sullo scafo superiore riempite di legno di balsa; lo scafo era a tenuta stagna e, sul retro, era stato dotato di un timone e un'elica, collegata al motore. Il War Office mostrò all'inizio interesse e alla fine del decennio testò due prototipi (designati A4E11 e A4E12), ma lo stato maggiore generale imperiale rifiutò il mezzo; la Vickers ebbe così l'autorizzazione a venderlo ad altre nazioni.

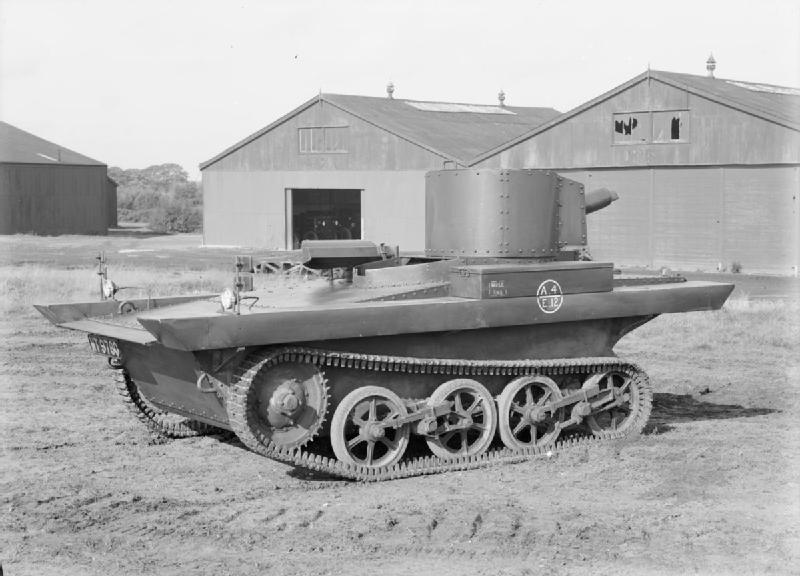
Il Vickers-Carden-Loyd Amphibious Tank

Il Vickers-Carden-Loyd Amphibious Tank attrasse l'attenzione dell'Unione Sovietica. Il paese aveva intrapreso un vasto programma di meccanizzazione dato che, al 1929, l'unico carro armato in dotazione all'Armata Rossa era il T-18, copia migliorata nel Renault FT ma che stava diventando rapidamente obsoleto. Viste le difficoltà economiche e la scarsa capacità industriale che ancora ostacolavano l'URSS, i sovietici optarono per acquistare veicoli militari all'estero per velocizzare il riarmo e il potenziamento. In particolare, i vertici militari avevano richiesto un carro armato leggero capace di superare piccoli fiumi e, così, mantenere l'inseguimento di forze nemiche in rotta; nel 1929 Mosca acquistò diversi esemplari del Vickers-Carden-Loyd. I carri (le fonti non riportano alcun numero preciso) furono consegnati nel 1931 e subito affidati all'équipe tecnica guidata dall'ingegnere N. A. Astrov, che lavorava presso la fabbrica no. 37 della capitale proprio su mezzi militari anfibi. Il gruppo progettò e fece assemblare due prototipi, dei quali il T-33 era pressoché identico al Carden-Loyd importato e il T-41, ideato nel 1932, ne rappresentava una versione un poco ingrandita e con modifiche soprattutto allo scafo. Nessuno dei due veicoli, comunque, superò le prove iniziali: il T-33 mostrò eccessiva fragilità delle sospensioni e il T-41 rivelò una mediocre tenuta stagna; Astrov, dunque, intraprese una profonda revisione del carro britannico. Rinforzò lo scafo, introdusse un'elica da barca con pale regolabili, un sistema di guida migliorato e aumentò la quantità di balsa. Inoltre, per facilitare logistica e manutenzione, usò motore, trasmissione e cambio dall'autocarro GAZ-AA. La torretta fu ingrandita e spostata nella parte centrale dello scafo, ma disassata sulla destra.
Il nuovo T-37 fu fabbricato in una piccola preserie di sette esemplari che, nell'estate 1933, furono sottoposti a undici giorni di estesi collaudi: percorsero 1 126 chilometri su strada e terreno vario e altri 965 chilometri in acqua senza particolari problemi. L'11 agosto il T-37 fu accettato in servizio dall'Armata Rossa ma, pochi giorni dopo, l'ordine fu annullato. Infatti un altro gruppo di progettazione, che rispondeva all'ingegnere N. N. Kozyrev, aveva messo allo studio un'ulteriore versione del carro anfibio, detta T-37A e ispirata parte al Vickers-Carden-Loyd e parte al T-37 originale, pur essendo un poco più lungo di quest'ultimo. Gli alti comandi preferirono il carro di Kozyrev al T-37 di Astrov e lo accettarono in servizio proprio sotto la designazione di "T-37A". Nel corso degli anni, comunque, fu talvolta abbreviata in "T-37".

### Produzione
La produzione di massa del veicolo cominciò alla fine del 1933, le prime unità furono consegnate al principio del 1934 e la fabbricazione si concluse nel 1936 o nel 1937. In totale furono costruiti circa 1 200 T-37A e solo una fonte parla di 2 627 veicoli.
Come spesso accadde alla prima generazione di mezzi corazzati sovietici, la produzione fu punteggiata da continui interventi e piccole modifiche sulla catena di montaggio, il che portò a una leggera diversificazione tra gli esemplari. Ad esempio la corazzatura fu costituita da un certo punto in avanti da lastre ottenute per pressofusione e comparve una bassa cupola per il comandante. Dal 1935 la struttura dello scafo fu assemblata mediante saldatura invece che con i rivetti, allo scopo di perfezionarne l'impermeabilità. Nel 1936 l'ultima serie di esemplari rinunciò ai comparti metallici ripieni di balsa, poiché era stato verificato che non incrementavano sensibilmente il galleggiamento. Su un numero limitato di T-37A fu montata una torretta monoblocco al posto di quella originale rivettata.
Le fonti non riportano alcun nominativo per la o le aziende che produssero il veicolo.

### Impiego operativo
Il T-37A fu distribuito alle brigate di cavalleria e corazzate dell'Armata Rossa con la funzione tattica di mezzo da ricognizione. L'unità fondamentale era il plotone, forte di nove carri: otto normali e il nono in versione comando, dotato cioè di una radio. I mezzi erano forniti in una semplice livrea verde oliva. Notizie del T-37A furono raccolte dai servizi di spionaggio del Regno Unito, pure se con notevoli sopravvalutazioni – i rapporti indicavano un mezzo lungo 7 metri e con una dotazione offensiva di ben tre mitragliatrici e un cannone da 37 mm. Nel dicembre 1935 sir Noel Birch, uno dei massimi dirigenti della Vickers, scrisse al capo di stato maggiore imperiale generale Hugh Elles a proposito della questione; Birch sostenne che il carro sarebbe servito a formare teste di ponte ben protette per facilitare il transito di truppe e mezzi (quando invece era stato destinato, nella dottrina sovietica, a esplorazioni o a incalzare formazioni avversarie in rotta) e richiese che l'addetto militare britannico a Mosca cercasse di ottenere dati più precisi, specialmente riguardo allo spessore della corazzatura. Egli si dimostrò preoccupato dalla meccanizzazione dell'Armata Rossa e criticò la mancanza di un vero carro armato anfibio nel British Army.

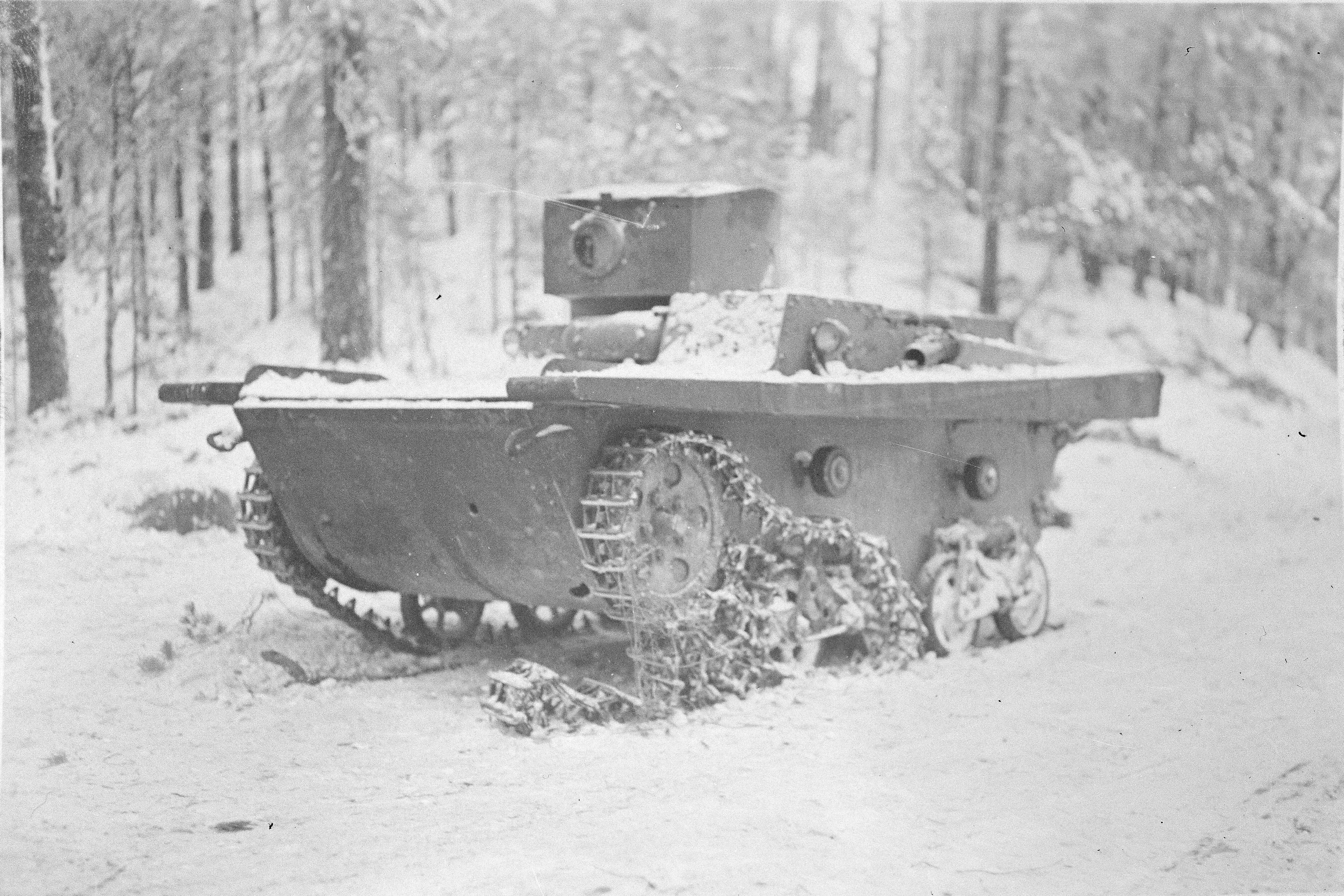
Un esemplare semidistrutto sul fronte finlandese, nel dicembre 1939

Durante il decennio i nuovi carri furono testati in mare aperto, nella speranza di poterli impiegare durante sbarchi: le prove furono però deludenti, dato che i T-37A erano stati concepiti per navigare in acque interne. Il battesimo del fuoco avvenne con la guerra d'inverno, l'aggressione sovietica alla Finlandia che oppose una resistenza formidabile, aiutata dalle carenze operative dell'attaccante, dal clima rigido e dalla difficile conformazione del territorio di frontiera. I piccoli mezzi anfibi, che per l'occasione erano stati ridipinti con uno schema mimetico a chiazze bianche irregolari, si dimostrarono assai vulnerabili. La sottile corazzatura li proteggeva solo dai proiettili delle armi portatili e dalle schegge di granata e il comandante, oberato di compiti, non riusciva a operare al meglio la mitragliatrice leggera Degtjarëv DT da 7,62 mm, oltretutto inutile sulla lunga distanza oppure contro altri mezzi blindati. Il motore GAZ, a benzina, tendeva a incendiarsi se colpito, con conseguente esplosione dei serbatoi. I T-37A furono dunque distrutti in gran numero, ma l'Armata Rossa li tenne per il momento in servizio. Furono infatti dispiegati durante l'occupazione della Bessarabia e della Bucovina, avvenuta nell'estate 1940 ma senza alcuna opposizione da parte della Romania. Il 22 giugno 1941 scattò l'operazione Barbarossa e l'andamento delle operazioni si fece subito drammatico per i sovietici. Al seguito dei numerosi corpi meccanizzati, i T-37A parteciparono a centinaia alle battaglie contro l'Esercito tedesco e confermarono tutti i loro difetti, venendo spazzati via: raramente furono utilizzati nel ruolo prescritto.
La manciata di esemplari superstiti fu mantenuta nell'organico delle unità corazzate fino all'estate-autunno 1942, quando il loro posto fu preso dai T-40 e da altri carri armati leggeri di nuova generazione, più performanti. I T-37A furono ceduti alle scuole d'addestramento e qualcuno fu anche brevemente riutilizzato come trattore d'artiglieria. Una fonte sostiene, invece, che i sovietici continuarono a usarli nei reparti corazzati fino al termine del 1942.

## Tecnica
Il T-37A era lungo 3,75 metri, largo 2,10 metri e alto 1,82 metri; pesava 3,2 tonnellate e sviluppava una pressione specifica al suolo di 0,55 kg/cm². Lo scafo basso e a scatola era caratterizzato da una minima sovrastruttura che alloggiava a sinistra il pilota e, a destra, la piccola torretta cilindrica sede del comandante. Egli era l'unico dei due membri dell'equipaggio a poter operare l'armamento, limitato a una mitragliatrice leggera Degtjarëv DT da 7,62 mm, per la quale erano trasportabili 585 cartucce. L'arma era inserita in uno snodo a sfera ricavato al centro di una protrusione, squadrata, sul lato anteriore della torretta. Il capocarro, inoltre, doveva comunicare con i mezzi amici sporgendo bandierine di differenti colori e/o con vari simboli dalla torretta: infatti i T-37A standard non avevano alcuna apparecchiatura radio.

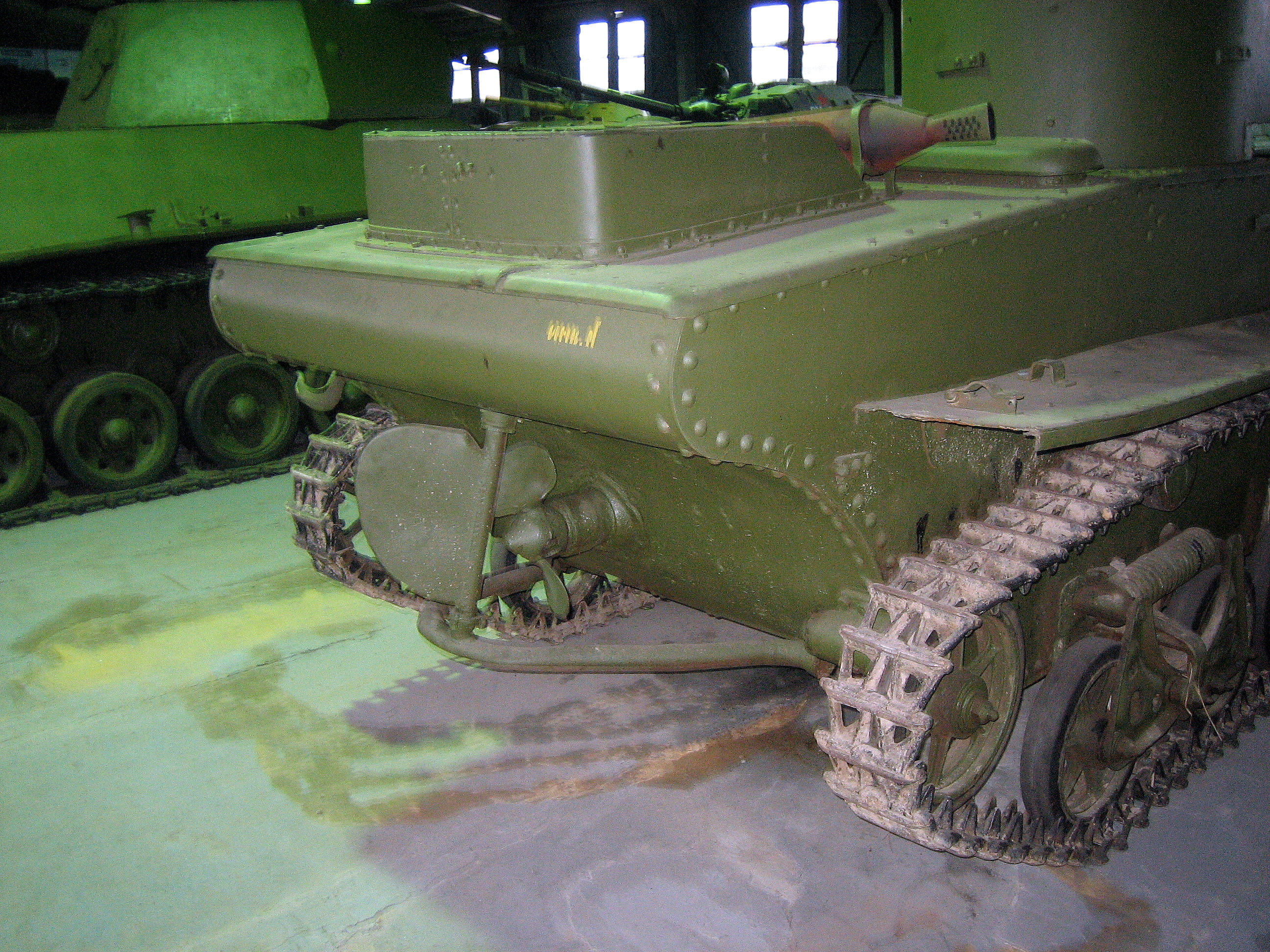
Particolare del lato posteriore e delle strumentazioni per la navigazione su uno degli esemplari al Museo dei mezzi corazzati (Kubinka)

La natura anfibia del T-37A era evidente dall'elica ritraibile incerneriata allo scafo posteriore, completa di timone direzionale. Il spinta di galleggiamento derivava dalla forma dello scafo posteriore, dal peso contenuto e dai comparti metallici sistemati lungo i margini superiori dello scafo, al di sopra dei cingoli; ripieni di balsa, furono in seguito lasciati vuoti. Pure i parafanghi posteriori furono rimodellati e resi cavi. Tuttavia la necessaria leggerezza andò a detrimento della corazzatura, il cui spessore massimo non superava i 10 mm. Lo scafo aveva protezioni frontali, laterali e posteriori da 9 mm e la sovrastruttura aumentava appena a 10 mm le lastre frontali e laterali. La torretta replicava lo schema dello scafo e il tetto diminuiva a 6 mm. Fondo e cielo dello scafo erano rispettivamente di 5-7 mm e 7 mm. Una fonte afferma che lo spessore minimo era di 3 mm.
Nel vano posteriore del veicolo era stato sistemato il motore, un GAZ-AA a 4 cilindri, alimentato a benzina (serbatoio da 100 litri) e raffreddato ad acqua; sviluppava una potenza di 40 hp a 2 200 giri al minuto, sufficiente per un rapporto potenza/peso di 11,4. L'albero di trasmissione correva all'interno del veicolo fino alla scatola del cambio e alla trasmissione situate nella prua, dato che il T-37A aveva trazione anteriore. La trasmissione era del tipo a epiciclo e il cambio disponeva di quattro marce avanti più una retromarcia. Il pilotaggio avveniva grazie a una pedaliera e due leve direzionali, utili a staccare la frizione dal cingolo desiderato e rallentarne la corsa; si poteva fare ricorso anche a due differenziali. I cambi di direzione in acqua era ottenuti con l'ausilio dei macchinari installati sul retro. Il treno di rotolamento aveva la ruota motrice anteriore piena, con cinque fori d'alleggerimento, mentre le quattro ruote d'appoggio era a sei razze, formanti due coppie. Ogni coppia era tenuta insieme da due elementi sagomati a triangolo, con perni a ogni estremità; le due estremità superiori erano unite da una grossa molla elicoidale parallela al suolo. Il treno di rotolamento era completato da una ruota di rinvio a sei razze e da due doppi rulli superiori, che sostenevano la corsa dei cingoli. Ciascun cingolo era largo 210 mm ed era composto da 90 maglie fucinate a stampo.
Ci sono diverse discrepanze tra le fonti riguardo alle prestazioni del T-37A. Per una era capace di toccare su strada i 35 km/h e un'autonomia di 185 chilometri; un'altra parla di 26 km/h a terra e di 5 km/h in acqua per un'autonomia di 230 chilometri (senza tuttavia specificare su quale tipo di superficie). Una terza afferma che il carro potesse raggiungere i 36 km/h su strada, mantenere un'andatura di 32 km/h su terreno vario e navigare a 4-6 km/h. Specifica, inoltre, che l'autonomia di 230 chilometri è su asfalto, abbattuta a 96-97 chilometri se la marcia avveniva fuoristrada. Il veicolo era capace di affrontare modeste trincee (fino a 1,60 metri) e superare ostacoli verticali non più alti di mezzo metro. Il raggio di sterzata minimo era di quasi 6 metri e il basso baricentro consentiva al T-37A di affrontare pendenze di 40°.

## Versioni
T-37TU
La versione carro comando del T-37A. A differenza dei normali esemplari, questi erano dotati di un apparato radioricevitore che serviva al comandante di plotone per comunicare con la catena gerarchica, non con gli altri veicoli. Erano caratterizzati dall'antenna a ringhiera a quadrato, fissata al cielo dello scafo. Dei 1 200 esemplari prodotti, 135 erano della versione TU.
T-37A semovente
Nel corso del 1935 i tecnici sovietici sperimentarono l'installazione di un pezzo M1930 da 37 mm sullo scafo di un T-37A, privato della torretta. A sinistra del cannone fu poi aggiunta una Degtjarëv DT, sebbene le fonti non spieghino se fosse presente o meno una casamatta corazzata. Il prototipo, in ogni caso, non superò i collaudi.
T-37A aviotrasportato
Sempre nel 1935 i comandi sovietici lanciarono l'idea di formare un corpo corazzato aviotrasportato con il quale sostenere i paracadutisti appena atterrati. La proposta si concretizzò in alcuni progetti che prevedevano di modificare i bombardieri pesanti TB-1 e TB-3, per assicurare alle fusoliere i piccoli T-37A. Gli esperimenti ebbero esito positivo e, con questo metodo, alcuni esemplari parteciparono all'occupazione delle province romene della Bucovina e Bessarabia.

## Altri utilizzatori
- Finlandia

Nel corso della guerra d'inverno e della guerra di continuazione, i finlandesi catturarono una notevole varietà di materiale bellico all'Armata Rossa: tra gli equipaggiamenti figuravano anche una trentina di T-37A, riparati e reimmessi in servizio dall'Esercito finnico.

## Esemplari esistenti
Dati tratti da:
- T-37A - Försvarsfordonsmuseet, Strängnäs (Svezia). Uno degli esemplari catturato dalla Finlandia, arrivò in Svezia nel gennaio 1940 dipinto di bianco; gli svedesi lo ritinteggiarono in verde oliva e, nel tempo, hanno rimpiazzato alcune parti, come i pontoni flottanti. È meccanicamente funzionante.
- T-37A - Patriot Park, Kubinka (Mosca). È meccanicamente funzionante.
- T-37A - Battle Glory of the Urals, Verchnjaja Pyšma (Russia).
- T-37A - Museo Vadim Zadorozhny, Arkhangelskoye (Russia). Due esemplari. Si tratta forse di copie con elementi originali, oppure di veicoli originali con pesanti rimaneggiamenti.